# Blasiaceae
Blasiaceae é uma pequena família de hepáticas (Marchantiophyta) que agrupa apenas duas espécies extantes: Blasia pusilla (com distribuição natural circumboreal) e Cavicularia densa (que ocorre apenas no Japão).  A família foi tradicionalmente classificada entre as Metzgeriales, mas a análise cladística molecular sugere a sua inserção como grupo basal das Marchantiopsida.